# Tempel van Hadrianus (Efeze)

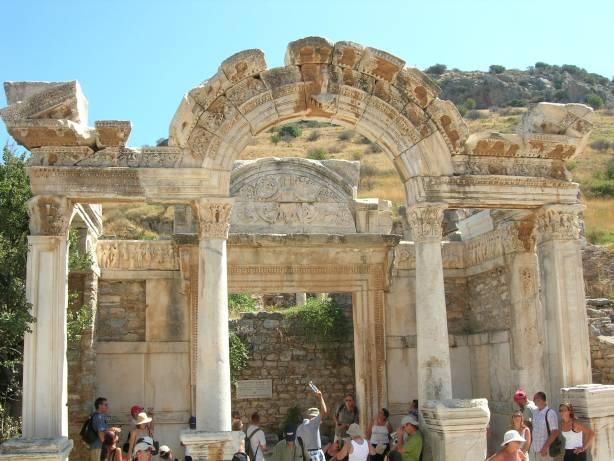
Hadrianus-Tempel

De Tempel van Hadrianus, is een tempel in de historische stad Efeze, en niet te verwarren met de Tempel van Hadrianus in Rome. 
In de eerste helft van de tweede eeuw werd deze tempel, ter ere van keizer Hadrianus neergezet. Een brand maakte het nodig de tempel in de vierde eeuw te restaureren. Theodosius gaf opdracht voor deze restauratie ter ere van zijn vader, generaal Theodosius, die onschuldig opgehangen was. Bijzonder zijn de vier reliëfs, waarvan de originelen nu in het museum in Selçuk hangen, die onder andere het stichtingsverhaal van Efeze uitbeelden. In de cella, het binnenste kamertje, stond eertijds een beeld van Hadrianus. Op de helling achter de tempel liggen onder aarde de huizen van rijke burgers.